# Carl Eigenmann
Carl Eigenmann (* 19. September 1849 in Homburg; † 27. Juli 1931 in Müllheim) war ein Schweizer Politiker (BGB) und Alterspräsident des Schweizer Nationalrates.

## Biografie
Der Sohn eines Land- und Gastwirts absolvierte von 1867 bis 1870 ein Veterinärstudium in Zürich und Bern. Anschliessend war er ab 1870 zunächst als Tierarzt in Hörstetten (Gemeinde Homburg) und später von 1903 bis 1931 in Müllheim tätig. In der Zeit von 1922 bis 1931 übte er zudem die Funktion als erster thurgauischer Kantonstierarzt aus.
1920 erhielt er schliesslich den Titel als Dr. med. vet. h. c. der Universität Zürich und war anschliessend fünf Jahre als Leiter des Thurgauischen Landwirtschaftlichen Kantonalverbands aktiv. Lange Zeit, von 1909 bis 1931, arbeitete Carl Eigenmann im Vorstand des Schweizerischen Landwirtschaftlichen Vereins und des Schweizerischen Bauernverbandes (SBV).
1902 wurde er, als Nachfolger von Heinrich Steinemann, Präsident des Ostschweizerischen Verbands der Fleckviehgenossenschaften.
Carl Eigenmann war zweimal verheiratet. 1877 ehelichte er Maria Barbara Ringold, Tochter des Johann Nepomuk, und 1913 Maria Elise Bauer, Tochter des Paul, Bäckers.

## Politische Tätigkeit
Carl Eigenmanns politische Aktivitäten erstreckten sich auf folgende Ämter und Zeiten:
- von 1881 bis 1899 Bezirksrichter von Steckborn
- von 1899 bis 1908 Oberrichter
- von 1884 bis 1931 Kantonsrat
- von 1899 bis 1931 Nationalrat

Im Jahre 1919 erfolgte sein Beitritt zur BGB. In dieser Partei amtierte er ab 1896 als Vorstandsmitglied. Ab 1925 bis 1930 war Carl Eigenmann Alterspräsident des Schweizer Nationalrates.

## Militärischer Grad und Ehrungen
Carl Eigenmann erhielt den Titel eines Obersts der Veterinärtruppen.